# Mvog-Betsi Zoo
Il Mvog-Betsi Zoo è uno zoo istituito nella città di Yaoundé, in Camerun, fondato nel 1951, copre un'area di 330.000 m2.